# BgC3
Pour les articles homonymes, voir Gates, Bill Gates, Catalyst et 3.
BgC3 (Bill Gates Catalyst 3) est une entreprise technologique philanthropique américaine (laboratoire d'idée think tank, centre de recherche et développement, incubateur d'entreprises, et société de capital risque,,...) fondée en 2008 par Bill Gates, à Kirkland dans la banlieue de Seattle de l'État de Washington aux États-Unis.

## Histoire

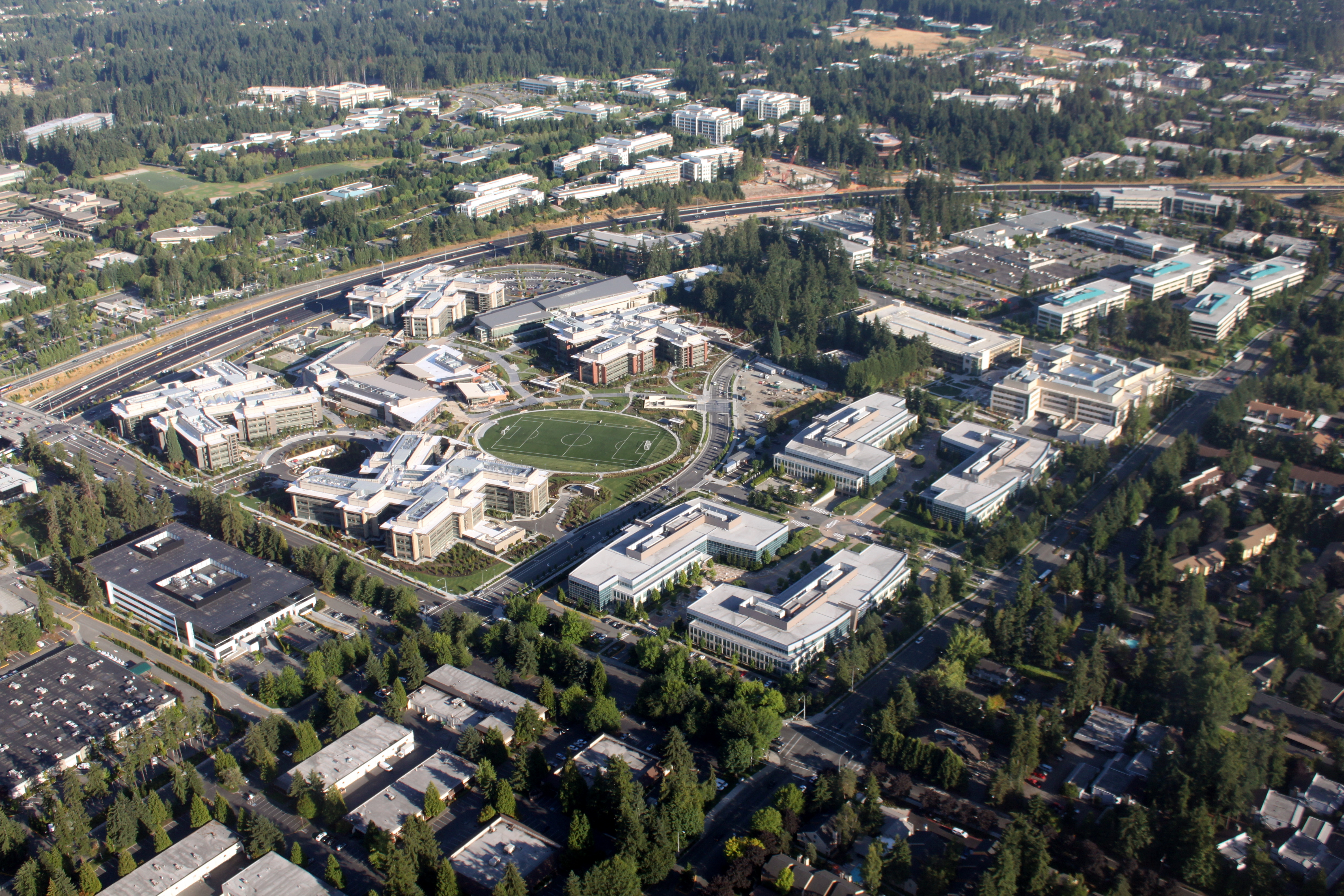
Microsoft Redmond campus, de Redmond près de Seattle.

Après avoir pris sa retraite en 2008 de son poste de PDG de Microsoft (fondé en 1975 sur le Microsoft Redmond campus, de Redmond près de Seattle) Bill Gates se consacre à des activités humanitaires et philanthropiques de sa fondation Bill-et-Melinda-Gates (fondée en 2000) et fonde cette troisième entité en 2008, au bord du lac Washington, proche de son Microsoft Redmond campus.
Bill Gates annonce dans son livre Climat : comment éviter un désastre de 2021, vouloir consacrer une partie de sa vie de retraité et de sa fortune, avec cette nouvelle entreprise, à la question du changement climatique planétaire, avec un nouveau projet de domaine d'activité industrielle internationale d'étude et développement humanitaire et philanthropique de nombreuses solutions innovantes de neutralité carbone et de réduction d'émissions de gaz à effet de serre (en association entre autres avec Intellectual Ventures (en) de Nathan Myhrvold,,...). 

## Domaines d'activités
- analyse et recherche industrielle.
- services scientifiques et technologiques.
- conception et développement de matériel informatique et de logiciels pour lutter contre la pauvreté.